# Галято
Галя̀то (на италиански: Gagliato, на местен диалект Gagghiatu, Гагяту) е село и община в Южна Италия, провинция Катандзаро, регион Калабрия. Разположено е на 450 m надморска височина. Населението на общината е 519 души (към 2012 г.).